# Michela Cambiaghi
Michela Cambiaghi (Vimercate, 4 februari 1996) is een voetbalspeelster uit Italië. Ze speelt als aanvaller voor FC Inter Milaan in de Serie A.

## Clubcarrière
Cambiaghi maakte haar profdebuut voor ASD Fiammamonza 1970 in de Serie A. Vervolgens kwam ze drie jaar uit voor Atalanta. Na een kortere periode bij FC Como, keerde ze terug naar Atalanta. Vanaf 2019 kwam Cambiaghi vier seizoenen uit voor US Sassuolo. In 2022 voegde ze zich bij het nieuw opgerichte FC Parma. Na een seizoen in Parma, komt ze sinds 2023 uit voor FC Inter Milaan.

## Statistieken
| Seizoen | Club                 | Land   | Competitie | Wedstrijden | Doelpunten |
| ------- | -------------------- | ------ | ---------- | ----------- | ---------- |
| 2012/13 | ASD Fiammamonza 1970 | Italië | Serie A    | 25          | 4          |
| 2013/14 | Atalanta             | Italië | Serie A    | 22          | 9          |
| 2014/15 | Atalanta             | Italië | Serie A    | 19          | 6          |
| 2015/16 | Atalanta             | Italië | Serie A    | 19          | 3          |
| 2016/17 | FC Como              | Italië | Serie A    | 21          | 5          |
| 2018/19 | Atalanta             | Italië | Serie A    | 8           | 0          |
| 2018/19 | US Sassuolo          | Italië | Serie A    | 13          | 6          |
| 2019/20 | US Sassuolo          | Italië | Serie A    | 7           | 2          |
| 2020/21 | US Sassuolo          | Italië | Serie A    | 22          | 5          |
| 2021/22 | US Sassuolo          | Italië | Serie A    | 13          | 4          |
| 2022/23 | FC Parma 2022        | Italië | Serie A    | 24          | 5          |
| 2023/24 | FC Inter Milaan      | Italië | Serie A    | 21          | 7          |
| 2024/25 | FC Inter Milaan      | Italië | Serie A    | 21          | 5          |
| Totaal  | Totaal               | Totaal | Totaal     | 235         | 61         |

Laatste update: 14 april 2025

## Interlandcarrière
Cambiaghi maakte haar debuut voor het Italiaanse nationale team in 2023 in een Nations Leaguewedstrijd tegen Spanje. Op 1 december 2023 maakte ze haar eerste interlanddoelpunt in een wedstrijd tegen opnieuw Spanje.